# Louis Barrau-Dihigo
Louis Barrau-Dihigo (Burdeos, 28 de abril de 1876-París, 2 de agosto de 1931) fue un hispanista, historiador y bibliotecario francés.

## Biografía
Licenciado en Historia por la Universidad de la Sorbona, y seguidor de los cursos del Ecole Pratique y del Ecole des Langues Orientales, Barrau-Dihigo fue secretario de redacción y director de la Revue des Bibliothèques y, desde 1925, bibliotecario de la Sorbona. Se especializó en el estudio de la historia de los estados cristianos peninsulares desde sus primeras épocas. Es autor de varios estudios históricos relacionados con la temática vasca y de un gran número de trabajos, documentos, estudios y crónicas en revistas como Revue Hispanique, Revue des Bibliothèques y Mélanges d'histoire du Moyen Age, referidos al Reino de Navarra (Les Origines du Royaume Navarre d'apres une théorie récente [1900] y Les premiers rois de Navarre [1906]), el Reino de León (1903-07) y el de Reino de Asturias (Recherches sur l'histoire politique du royaume asturien (718-910) [1921]). En colaboración con Raymond Foulché-Delbosc, en 1920 y 1925 publicó dos volúmenes del Manuel de l'hispanisant, inacabado. En cuanto a temas catalanes estudió a fondo los Gesta comitum Barcinonensium. En 1925, por encargo del Instituto de Estudios Catalanes y subvencionado por la Fundación Rabell i Cibils, publicó dos redacciones latinas de los Gesta, conjuntamente con Jaume Massó i Torrents, que  publicó la versión en catalán.